# Сходненский район
Сходненский район — административно-территориальная единица в составе Московской области, существовавшая в 1929—1932 годах. 
Центр — дачный посёлок Сходня.

## История
Сходненский район был образован 12 июля 1929 года в составе Московского округа Московской области. В состав района вошли рабочие посёлки Краснооктябрьский и Новобратцевский, дачные посёлки Крюково, Сходня и Химки, а также следующие сельсоветы бывшего Московского уезда:
- из Бедянковской волости: Дурыкинский, Льяловский, Ржавский, Стародальневский
- из Павшинской волости: Ангеловский, Братцевский, Дудинский, Захарковский, Митинский, Павшинский, Пенягинский, Покровско-Глебовский, Путилковский, Сабуровский, Спасский, Тушинский, Черневский, Щукинский
- из Ульяновской волости: Алабушевский, Андреевский, Аксиньинский, Бреховский, Бусиновский, Горетовский, Джунковский, Жилинский, Исаковский, Куркинский, Кутузовский, Лигачевский (селения Лигачёво, Лугинино, Середниково и посёлок санатория «Мцыри»), Молжаниновский, Назарьевский, Никольский, Новолужинский, Петрово-Лобановский, Подолинский, Поярковский, Савелковский, Усковский (селения Голиково, Морщихино и Усково), Филинский, Химкинский, Черкизовский, Черногряжский, Юрловский.

20 мая 1930 года из Сходнеского района в Кунцевский был передан Щукинский с/с, а из Воскресенского в Сходненский — Лыткинский с/с.
30 июля 1930 года в связи с ликвидацией окружной системы в Союзе ССР Сходненский район перешёл в прямое подчинение Московской области.
В 1931 году в состав района входили 44 сельсовета, которые объединяли 4 дачных посёлка и 169 сельских населённых пунктов. Площадь района составляла 448 км². Население — 47 332 человек.
3 марта 1932 года в Сходненском районе был образован р.п. Красногорский.
27 сентября 1932 года Сходненский район был упразднён. При этом р.п. Красногорский, Краснооктябрьский, Новобратцевский; д.п. Химки; сельсоветы Аксиньинский, Ангеловский, Братцевский, Бусиновский, Дудинский, Захарковский, Куркинский, Митинский, Никольский, Новолужинский, Павшинский, Пенягинский, Петрово-Лобановский, Покровско-Глебовский, Путилковский, Сабуровский, Спасский, Тушинский, Химкинский, Черневский, Юрловский были переданы в новообразованный Красногорский район, а д.п. Сходня и Крюково; сельсоветы Алабушевский, Андреевский, Бреховский, Горетовский, Джунковский, Дурыкинский, Жилинский, Исаковский, Кутузовский, Лигачевский (селения Лигачёво, Лугинино, Середниково и посёлок санатория «Мцыри»), Лыткинский, Льяловский, Молжаниновский, Назарьевский, Подолинский, Поярковский, Ржавский, Савелковский, Стародальневский, Усковский (селения Голиково, Морщихино и Усково), Филинский, Черкизовский и Черногряжский — в Солнечногорский район.